# Coldridge
Coldridge is een civil parish in het bestuurlijke gebied Mid Devon, in het Engelse graafschap Devon. In 2001 telde het civil parish 338 inwoners. Coldridge komt in het Domesday Book (1086) voor als 'Colrige' / 'Colriga'.